# Герб Шклова
Герб Шклова — официальный геральдический символ города Шклов (Белоруссия). Известен с 1762 года, современный вариант принят в 2002 году.

## История герба
10 апреля 1762 года, во время владения Шкловом князя Чарторыйского, король польский Август III подписал жалованную грамоту на магдебургское право, городскую печать и герб с изображением руки, держащей безмен. Безмен символизировал торговлю и город как крупный торговый центр. Будучи уездным городом Могилевской губернии в России Шклов использовал старый польский герб. В советское время герб не применялся.
Современный герб, основанный на варианте 1762 года, был утверждён решениями Шкловского районного исполнительного комитета от 5 февраля 2002 г. № 2-10 и Шкловского районного Совета депутатов от 22 февраля 2002 г. № 14-4.

## Описание герба
Описание герба:
В голубом поле барочного щита рука натурального цвета, которая держит серебряный безмен
В гербовой эмблеме города, изображающей весы, достаточно четко выражен характер основной деятельности горожан. Ведь безмен являлся непременным атрибутом в производстве товаров, при совершении торговых операций.
Вместе с тем, в геральдике весы, помимо прямых ассоциаций, являются эмблемой справедливости, они используются как атрибут аллегорий закона и правосудия. В символике этот знак наделяется умением сочетать возвышенные устремления и любопытство, и именно потому олицетворяет интеллект. Весы символизируют равновесие между физическим и психическим аспектами человека, а также красотой и чувством гармонии.